# Fear Is the Mindkiller
Fear Is the Mindkiller è un EP della band industrial death metal statunitense Fear Factory.
Le canzoni presenti nell'album sono remix di alcune del precedente Soul of a New Machine, ad opera di Rhys Fulber e Bill Leeb della band canadese Front Line Assembly.
L'album è stato rimasterizzato nel 2004 in un'edizione speciale in cui era presente insieme all'album precedente.

## Tracce
1. Martyr (Suffer Bastard Mix) – 7:14
2. Self Immolation (Vein Tap Mix) – 5:32
3. Scapegoat (Pigfuck Mix) – 4:37
4. Scumgrief (Deep Dub Trauma Mix) – 6:20
5. Self Immolation (Liquid Sky Mix) – 6:06
6. Self Immolation (LP Version) – 2:44

## Formazione
- Burton C. Bell - voce
- Dino Cazares - chitarra e basso
- Raymond Herrera - batteria
- campionatore e tastiere